# Libertad de circulación
La libertad de circulación, también enunciada como libertad de movimiento, es un concepto de los derechos humanos, por el cual toda persona tiene derecho a moverse libremente, ya sea dentro de un país o de un país a otro. Está reconocido parcialmente en el artículo 13º de la Declaración Universal de los Derechos Humanos, según el cual un ciudadano de un Estado tiene la libertad de viajar y residir en cualquier parte del Estado en el que a uno le plazca dentro de los límites de respeto a la libertad y los derechos de los demás, y a dejar ese Estado y volver en cualquier momento. Sin embargo, este artículo no incluye ni ampara el derecho de cualquier persona a entrar libremente en otro país que no sea el suyo, es decir, que no se reconoce ni el derecho de entrada ni el derecho a la inmigración individual ni colectiva.

## Declaración Universal de los Derechos Humanos (DUDH)
Artículo 13.
1. Toda persona tiene derecho a circular libremente y a elegir su residencia en el territorio de un Estado.
2. Toda persona tiene derecho a salir de cualquier país, incluso del propio, y a regresar a su país.
(Declaración Universal de los Derechos Humanos)

## Naturaleza
Es uno de los derechos humanos de primera generación o derechos civiles. Se aplica al derecho a traspasar las fronteras nacionales y, por tanto, en términos sociales tiene que ver con la migración internacional.
Conforme a la DUDH y los pactos internacionales que la desarrollan, "existe un derecho de salida del propio país, pero, en realidad, nada se dice acerca del de entrada en otro, salvo en los casos de persecución, ya sea política, étnica o religiosa, en los que es de aplicación el derecho de asilo. [...] La legislación internacional afirma, es verdad, el derecho a emigrar, pero ignora su contrapartida lógica, el derecho a inmigrar, de modo que al final se acaba conculcando el primero de esos derechos. [...] Se reconoce un derecho individual, pero no se señalan obligaciones específicas para los posibles destinatarios implicados en su satisfacción".

## Alcance
Algunos estudios distinguen tres tipos básicos de libertad de circulación:
- la libertad de circulación dentro de un país.
- la libertad de circulación entre países sin cambio de residencia (turismo, convenciones, negocios, etc.).
- la libertad de circulación entre países con cambio de residencia, generalmente para trabajar.

La primera es una libertad ilimitada, que solo puede ser posible de restricción por orden judicial en casos de procesos penales. 
La diferencia entre la primera y la tercera es el derecho absoluto invocado por los Estados a rechazar la radicación de un extranjero, que está reconocido en el art. 79 de la convención internacional sobre la protección de los derechos de todos los trabajadores migratorios y de sus familiares de las Naciones Unidas (1990).

Artículo 79
Nada de lo dispuesto en la presente Convención afectará al derecho de cada Estado Parte a establecer los criterios que rijan la admisión de los trabajadores migratorios y de sus familiares.
(Convención internacional sobre la protección de los derechos de todos los trabajadores migratorios y de sus familiares)

En el segundo caso, por el contrario, el derecho de un país para rechazar la admisión es mucho más limitado y se relaciona con la comisión de delitos penales por parte de la persona que solicita ingresar a un país. Sin embargo, las restricciones al derecho a ingresar a un país, aún de manera temporaria, se han incrementado notablemente a partir de los ataques terroristas del 11 de septiembre de 2001.
Algunas regiones, como la Unión Europea, han establecido dentro de sus fronteras y para los ciudadanos de los países miembros, una libertad de circulación plena, alcanzando a los tres tipos mencionados.
Algunos países, por otra parte, han reclamado regímenes diferenciales con diferentes grados de libertad de circulación, según el tipo de empleo que el migrante vaya a realizar. En este sentido existe una fuerte tendencia a facilitar y reducir las restricciones para la libertad de circulación de científicos, artistas, trabajadores especializados, deportistas y empresarios, en un proceso que ha dado en llamarse fuga de cerebros. Simultáneamente con la facilitación de la fuga de cerebros, muchos países han extremado las restricciones para la circulación de los trabajadores menos calificados, aumentando los requisitos para ser admitidos.